# Wielki Reykjavík
Wielki Reykjavík (isl. Stór-Reykjavík) – zespół miejski islandzkiej stolicy Reykjavíku, obejmujący najgęściej zaludniony obszar na wyspie. W 2015 r. zamieszkiwało go 207,2 tys. mieszk., a w 2018 r. – 217,7 tys., co stanowiło blisko 2/3 ludności kraju. Nie należy go utożsamiać z regionem stołecznym Höfuðborgarsvæðið, które obejmuje także mniejsze miejscowości w okolicy Reykjavíku.
Poza ośrodkiem stołecznym obejmuje następujące miasta: Kópavogur, Hafnarfjörður, Garðabær (bez Álftanes), Mosfellsbær i Seltjarnarnes.